# Pheroliodes elegans
Pheroliodes elegans är en kvalsterart som först beskrevs av Hammer 1961.  Pheroliodes elegans ingår i släktet Pheroliodes och familjen Pheroliodidae. Inga underarter finns listade i Catalogue of Life.